# Attilio Barcella
Attilio Barcella (6 giugno 1966) è un ex sciatore alpino italiano.

## Biografia
Originario di Trescore Balneario e attivo tra la fine degli anni 1980 e gli anni 1990, Barcella ottenne il primo risultato di rilievo in Coppa del Mondo il 6 dicembre 1986 nel supergigante disputato a Val-d'Isère, chiudendo 15º; nella stagione 1988-1989 raggiunse l'apice della carriera, aggiudicandosi i suoi migliori risultati agonistici, tutti in slalom gigante: il 5º posto in Coppa del Mondo a Val Thorens il 29 novembre, il titolo nazionale italiano e la classifica di specialità di Coppa Europa. Ottenne l'ultimo piazzamento in Coppa del Mondo il 5 dicembre 1992 a Val-d'Isère in supergigante (29º) e a partire dal 1995 prese parte soltanto a gare FIS e a nazionali; inattivo dai Campionati italiani di sci alpino 1997, tra il 2005 e il 2008 tornò alle gare, partecipando ad alcune competizioni di carving in Italia. Non prese parte a rassegne olimpiche o iridate.

## Palmarès

### Coppa del Mondo
- Miglior piazzamento in classifica generale: 62º nel 1989

### Coppa Europa
- Miglior piazzamento in classifica generale: 3º nel 1989
- Vincitore della classifica di slalom gigante nel 1989

### Campionati italiani
- 1 medaglia[1][2][3][4][5]:
  - 1 oro (slalom gigante nel 1989)